# فيرنون جودريدج
فيرنون جودريدج (بالإنجليزية: Vernon Goodridge)‏ مواليد 18 فبراير 1984 في بروكلين، نيويورك، هو لاعب كرة سلة أمريكي. بدأ مسيرته الاحترافية في سنة 2010. يلعب في الدوري المكسيكي لكرة السلة. يحمل الرقم 42.

## المسيرة الاحترافية
لعب مع مين ريد كلوز في سنة 2011، ثم لعب مع باسكت مانريسا في الدوري الإسباني في سنة 2014، ثم لعب مع نادي إيه إي كي لكرة السلة في سنة 2014، ثم لعب مع بيراتاس دي كويبراديلاس في سنة 2016.

## روابط خارجية
- فيرنون جودريدج على موقع سبورتس رفرنس (الإنجليزية)
- فيرنون جودريدج على موقع الدوري الإسباني لكرة السلة (الإسبانية)
- فيرنون جودريدج على موقع كرة السلة الأوروبية.كوم (الإنجليزية)
- فيرنون جودريدج على موقع DraftExpress.com (الإنجليزية)
- فيرنون جودريدج على موقع كلية كرة السلة في سبورتس رفرنس.كوم (الإنجليزية)
- فيرنون جودريدج على موقع ريلجم (الإنجليزية)
- فيرنون جودريدج على موقع بروبوليرز (الإنجليزية)
- فيرنون جودريدج على موقع سبورتس رفرنس (الإنجليزية)
- فيرنون جودريدج على موقع سبورتس رفرنس (الإنجليزية)